# Пандей, Суданшу
Суда́ншу Па́ндей (хинди सुधांशु पांडेय, англ. Sudhanshu Pandey; 22 августа 1974 года, Уттар-Прадеш, Индия) — индийский актёр, певец, модель и танцор.

## Биография
Суданшу родился в штате Уттар-Прадеш. Начал карьеру когда ему было 19 лет. Работал моделью на самых известных модельеров страны, таких как Рохит Бау, Джей Джей Байлая, Хеймен Трейеди, а также на заграничные модные дома такие как, Джанфранко Ферре, Dolce & Gabbana. Из-за работы Суданшу жил в Дели — столице Индии — и Мумбаи. В Мумбаи он начал сниматься на телевидении: в рекламе и сериалах. Карьеру в сериалах Суданшу начал благодаря Приянке Чопре и шоу под названием «Сын». Кинокарьера Суданшу началась благодаря актёру Акшаю Кумару, рекомендовавшему телевизионную звезду продюсеру Кешу Рамсею, который проводил кастинг для своего проекта «Игрок 420». Затем последовали фильмы — «Это означает любовь», «Неразбериха», «Вспомнить всё». В фильме «Миф» он сыграл вместе с Джеки Чаном. В числе кинопремьер Суданшу фильм «Десять историй» выпущенный компанией «Белое Перо» Асаджая Гупты и Санджая Датта. Телевизионный Сериал «Две звезды» стал первым успешным телепроектом Суданшу.

## Фильмография
| Год       |   | Русское название             | Оригинальное название       | Роль                            |
| --------- | - | ---------------------------- | --------------------------- | ------------------------------- |
| 2000      | ф | Игрок 420                    | Khiladi 420                 | Инспектор Рахул                 |
| 2001—2003 | с | Две Звезды                   | Dishayen                    | Самир (Господин) / Samir (Baba) |
| 2004      | ф | ...                          | Kiss Kis Ko                 | Суданшу Матхур                  |
| 2005      | ф | Миф                          | The Myth                    | индус-капитан охраны            |
| 2005      | ф | Лицо истины                  | Pehchaan: The Face of Truth | Милинд Д. Кханна                |
| 2005      | ф | Вспомнить всё                | Yakeen                      | Кабир                           |
| 2006      | ф | Влюбленность                 | UNNS: Love Forever          | Риши Рампал                     |
| 2007      | ф | ...                          | Chooriyan                   | ...                             |
| 2007      | ф | Десять историй               | Dus Kahaniyaan              | Адитья Сингх                    |
| 2008      | ф | Король Сингх                 | Singh Is Kinng              | Рафтар                          |
| 2011      | ф | Искушение замужней женщины 2 | Murder 2                    | Сада                            |
| 2011      | ф | Сингам                       | Singham                     | инспектор Ракеш Кадам           |
| 2017      | ф |                              | Indrajith                   | Капил Шарма                     |
| 2018      | ф | Робот 2.0                    | 2.0                         | Дхинедра «Дхина» Бора           |